# Arachnophobia
Arachnophobia is een Amerikaanse komische-horrorfilm uit 1990 onder regie van Frank Marshall.

## Verhaal
In het Amazoneregenwoud is een groep onder leiding van entomoloog James Atherton op zoek naar nieuwe soorten insecten en spinnen. Bij het onderzoek wordt natuurfotograaf Jerry Manley gebeten door een zeer giftige spin en overlijdt. Manley's lichaam wordt teruggestuurd naar een klein stadje in Californië waar hij begraven wordt. Tijdens de reis gaat de spin in het lichaam mee. Als de kist door de plaatselijke begrafenisondernemer wordt geopend gaat de spin onopgemerkt naar buiten. Daar wordt de spin door een raaf opgepikt en vliegt ermee weg. De raaf wordt door de spin gebeten voordat hij zijn nest bereikt en valt dood op de grond neer. Vervolgens loopt de spin verder naar de schuur van de nieuwe huisarts Ross Jennings die met zijn gezin pas is verhuisd van San Francisco en erg bang is van spinnen. Als een van zijn nieuwe patiënten raadselachtig overlijdt laat hij de lijkschouwer Milton Briggs autopsie uitvoeren, waarbij de oorzaak doet vermoeden van een spinnenbeet. Dr. Jennings komt via een speurtocht bij entomoloog Arherton uit en nodigt hem uit voor deskundig advies. Als Arherton met zijn assistent Chris Collins arriveren voor onderzoek, wordt het duidelijk dat de spin een nest in de buurt moet hebben. Hierna proberen ook de Sheriff Lloyd Parsons en verdelger Delbert McClintock de familie Jennings van de spinnenplaag af te helpen. Het vinden van het nest is voor de familie een drama wanneer ze ontdekken dat de spin zich heeft genesteld in hun eigen woning.

## Rolverdeling
| Acteur                 | Personage             |
| ---------------------- | --------------------- |
| Jeff Daniels           | Dr. Ross Jennings     |
| Harley Jane Kozak      | Molly Jennings        |
| John Goodman           | Delbert McClintock    |
| Julian Sands           | Dr. James Atherton    |
| Stuart Pankin          | Sheriff Lloyd Parsons |
| Brian McNamara         | Chris Collins         |
| Mark L. Taylor         | Jerry Manley          |
| Henry Jones            | Dr. Sam Metcalf       |
| Peter Jason            | Henry Beechwood       |
| James Handy            | Milton Briggs         |
| Roy Brocksmith         | Irv Kendall           |
| Kathy Kinney           | Blaire Kendall        |
| Mary Carver            | Margaret Hollins      |
| Garette Ratliff Henson | Tommy Jennings        |
| Marlene Katz           | Shelley Jennings      |

## Achtergrond
Arachnophobia was de eerste film die werd uitgebracht door Hollywood Pictures. Frank Marshall maakte zijn regiedebuut met de film. Filmmaker Steven Spielberg was betrokken bij de film als uitvoerend producent. De film won in 1991 twee Saturn Awards, een voor beste horrorfilm en een voor beste acteur (Jeff Daniels).